# Região Geográfica Imediata de Bragança
A Região Geográfica Imediata de Bragança é uma das 21 regiões imediatas do estado brasileiro do Pará, uma das 5 regiões imediatas que compõem a Região Geográfica Intermediária de Castanhal e uma das 509 regiões imediatas no Brasil, criadas pelo Instituto Brasileiro de Geografia e Estatística (IBGE) em 2017. É composta de 6 municípios.

## Municípios
Esta região geográfica abrange 6 municípios da região nordeste do Pará:
| Bragança | 150005 | Augusto Corrêa      |
| Bragança | 150005 | Bragança            |
| Bragança | 150005 | Cachoeira do Piriá  |
| Bragança | 150005 | Santa Luzia do Pará |
| Bragança | 150005 | Tracuateua          |
| Bragança | 150005 | Viseu               |